# アルファ・コンデ
アルファ・コンデ（フランス語: Alpha Condé、1938年3月4日 - ）は、ギニアの政治家。2010年より同国大統領を務めたがクーデターでその座を追われた。2017年度のアフリカ連合議長も務めた。
マリンケ人（マンディンゴ人）。ギニア人民連合（RPG、ギニア人民結集党とも）党首。2010年11月に行われたギニア初の民主的大統領選挙において52.52%の票を獲得し、大統領に当選した。

## 経歴
1938年にフランス領西アフリカのギニア西部のボケで生まれた。15歳の時にパリに渡り、パリ3区のリセ・チュルゴ (Lycée Turgot) で学んだ。その後、パンテオン・ソルボンヌ大学に入り、DESのディプロマ、さらに法学博士号を取得し、同パンテオン・ソルボンヌ法学経済学部の教員となった。その間、1970年5月28日にパリでレイシストによる人種差別の襲撃に遭い、口蓋裂や鼻の二重骨折、股関節の裂傷などを負った体験などを述べている。
1977年、アルファ・イブライマ・ソウ (fr) らと中心になって Le Mouvement national démocratique (MND) の名で秘密結社を設立し、1991年になって一連の民主化運動の最中にあったギニアで合法化された。
1970年にセク・トゥーレ大統領により欠席裁判などで死刑を言い渡されたギニア知識人の反体制派の一人として、フランスで亡命生活を送っていた。上述のようにパンテオン・ソルボンヌ大学で教授を務めていたが、1993年にランサナ・コンテ大統領が複数政党制を導入し大統領選挙を実施すると、コンデは帰国し出馬したが、コンテの得票51.7%に対し、コンデは19.6%の得票で敗れた。次いで1998年の選挙にも出馬したが、コンテの56.1%、ママドゥ・ボイェ・バの24.6%に次ぐ3位に終わった。
同年12月16日、コンデは政府によって反政府暴動の計画および不法出国の準備をしたとの理由で逮捕された。コンデの裁判は1999年9月に開始される予定であったが、2000年の4月にまでずれこんだ。この裁判は9月中旬に結審し、コンデは懲役5年の判決を受けた。しかし、2001年5月にはコンテ大統領によって恩赦を受け、政治活動の停止を条件に釈放された。釈放後コンデはフランスへと出国したが、2005年4月には再びギニアへと戻った。
2008年12月23日にコンテ大統領が死去すると同時にムサ・ダディス・カマラ大尉によるクーデターが発生し、ギニアは民主主義と発展のための国民評議会（Conseil National de la Démocratie et du Développement、CNDD）による軍事政権となった。コンデは軍事政権のメンバーと面会し、クーデターは愛国者によるものであるとして一定の評価を与えたが、その後カマラ政権はコンデを批判し、コンデも独裁化するカマラ政権に批判を強めていった。

### 大統領

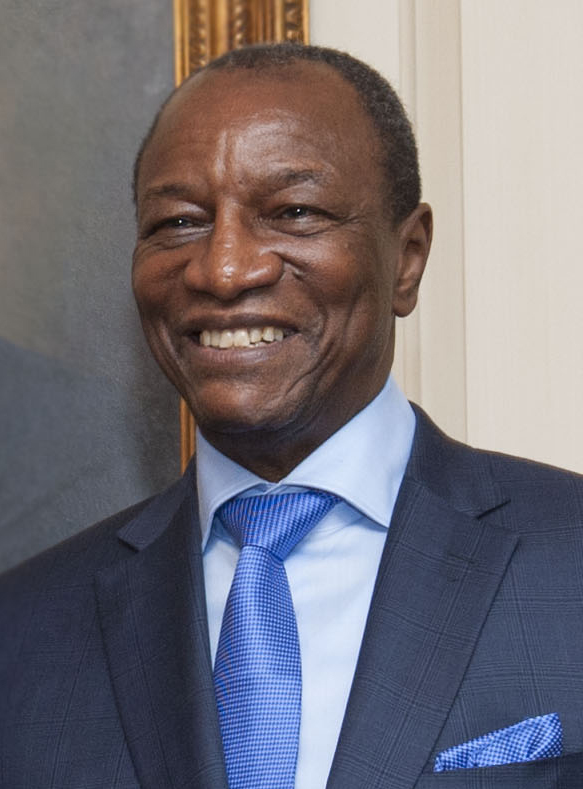
アルファ・コンデ、2014年

2009年12月3日にカマラが銃撃され、代わって暫定大統領に就任したセクバ・コナテが大統領選挙を実行すると、コンデは大統領選挙に出馬し、18.29%の得票で2位で決選投票へと駒を進めた。そして2010年11月7日、元首相のセル・ダーレン・ディアロとの決選投票に52.52%の得票で競り勝ち、ギニアの大統領に当選を果たしたと11月15日に選挙管理委員会が発表した。ギニア憲法裁が選挙結果を承認すればこの結果は確定となるが、ディアロは選挙管理委員会の正式発表前にこの結果を不服とする声明を発表し、即日首都コナクリなどで暴動が発生、11月17日までに7名が死亡し、コナテ暫定大統領は非常事態宣言を行った。しかし12月2日にギニア最高裁判所がディアロの抗議を退けると、ディアロも敗北を認め暴動は沈静化した。これを受け、12月21日にコンデは大統領に就任した。2015年の大統領選挙で再選。2020年3月に大統領3選を可能とする憲法改正を行い、同年10月18日の大統領選挙で3選。
2011年7月19日夜にはコナクリ市郊外のキペにある大統領私邸が武装集団により襲撃され、ロケット砲が撃ち込まれる事件が発生した。

### 2021年軍事クーデター
2021年9月5日朝に軍の特殊部隊が大統領官邸付近で銃撃戦を展開し、コンデの身柄を拘束。国家和解発展委員会を名乗って政権を掌握し、憲法の停止や政府の解散を宣言するクーデターが発生した。同年11月30日には軍事政権により夫人の邸宅へと移送された。
2022年12月9日、アメリカ財務省は汚職と人権侵害に対する制裁の対象として40人以上のリストを公開し、コンデが外国資産管理局 (OFAC) の制裁対象に含まれた。